# A Wilful Maid
A Wilful Maid è un cortometraggio muto del 1911 diretto da Lewin Fitzhamon e interpretato da Alma Taylor.

## Trama
Una ragazza si traveste da ragazzo per ingannare la nuova fidanzata di papà.

## Produzione
Il film fu prodotto dalla Hepworth.

## Distribuzione
Distribuito dalla Hepworth, il film - un cortometraggio di 206 metri - uscì nelle sale cinematografiche britanniche nell'ottobre 1911.
Si conoscono pochi dati del film che, prodotto dalla Hepworth, fu distrutto nel 1924 dallo stesso produttore, Cecil M. Hepworth. Fallito, in gravissime difficoltà finanziarie, il produttore pensò in questo modo di poter almeno recuperare il nitrato d'argento della pellicola.